# Binntal

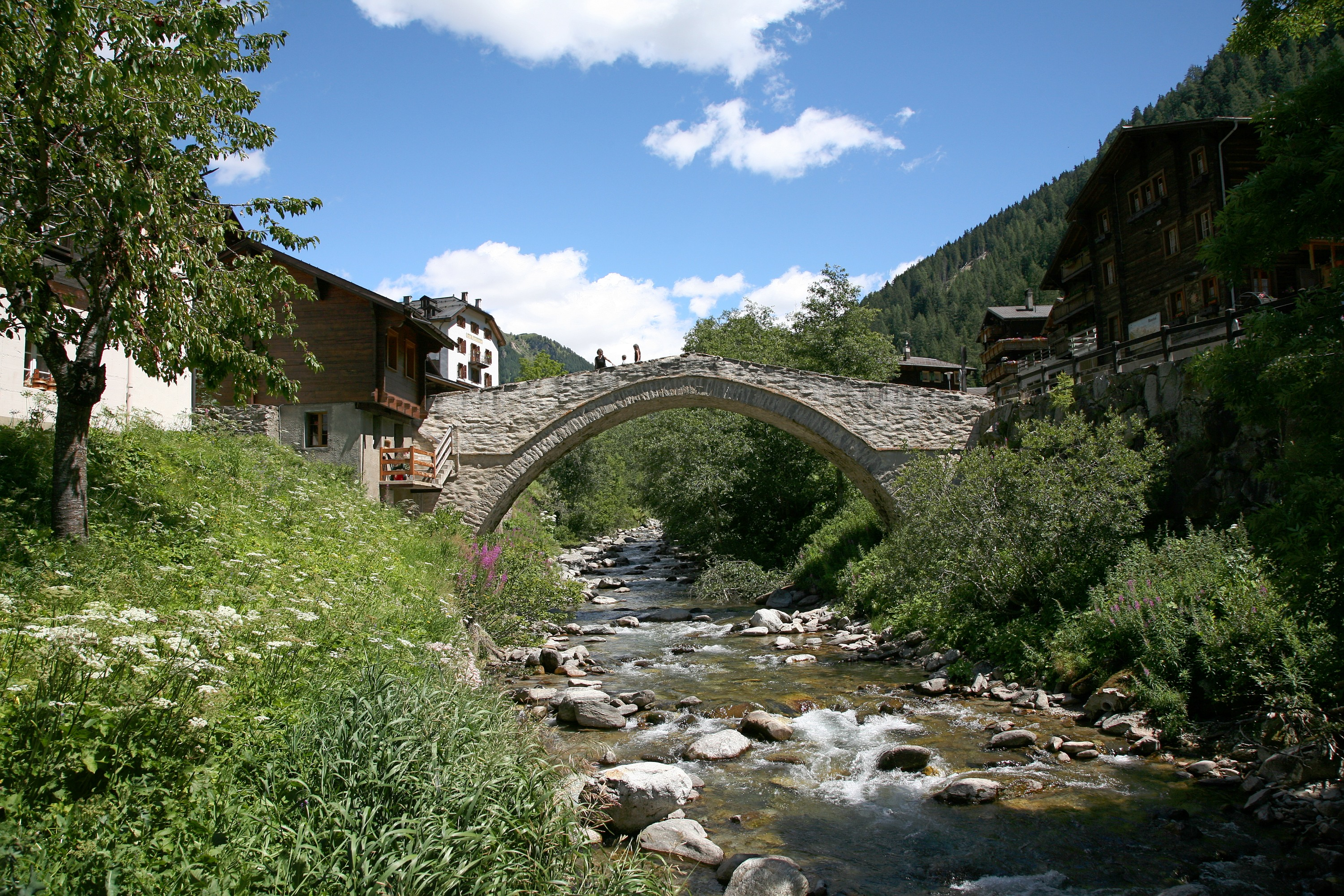
Binntal

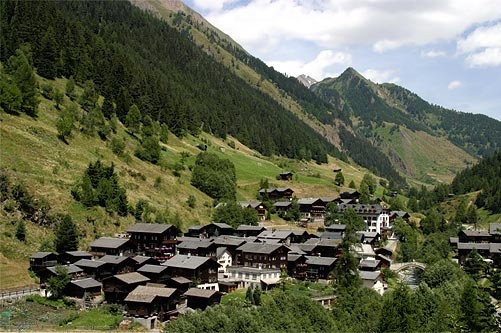
Blick auf Schmidighischere

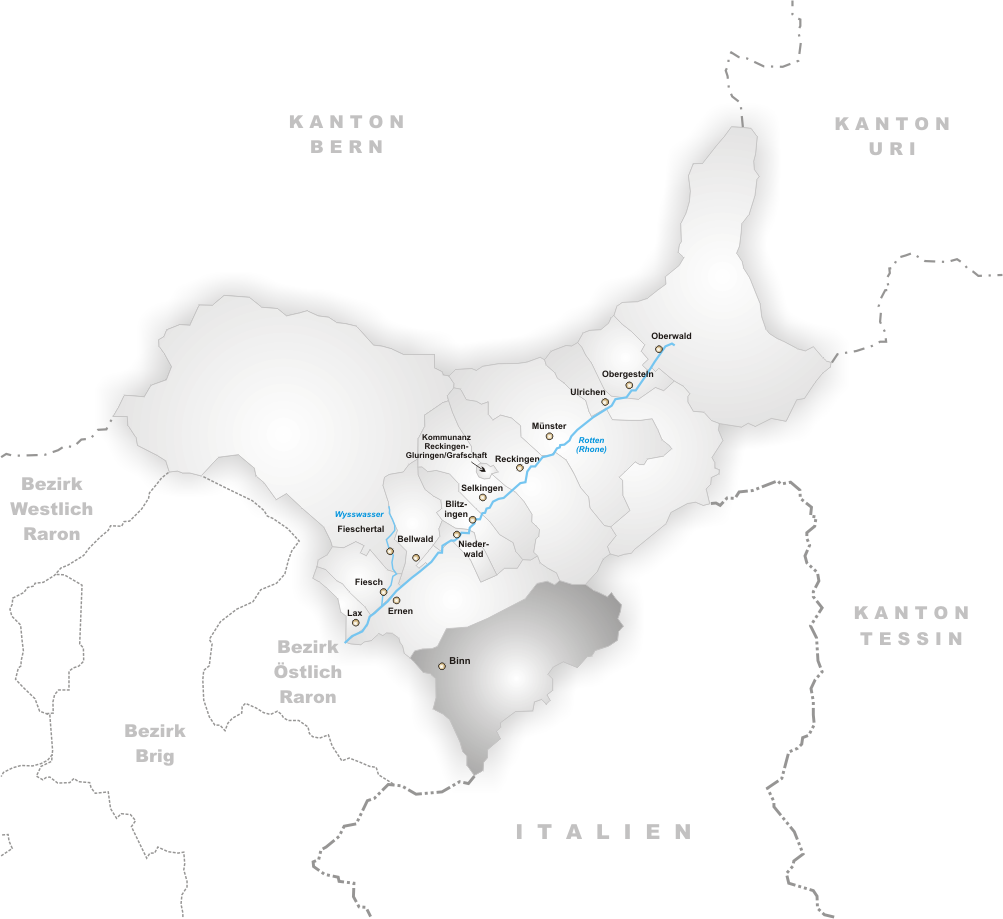

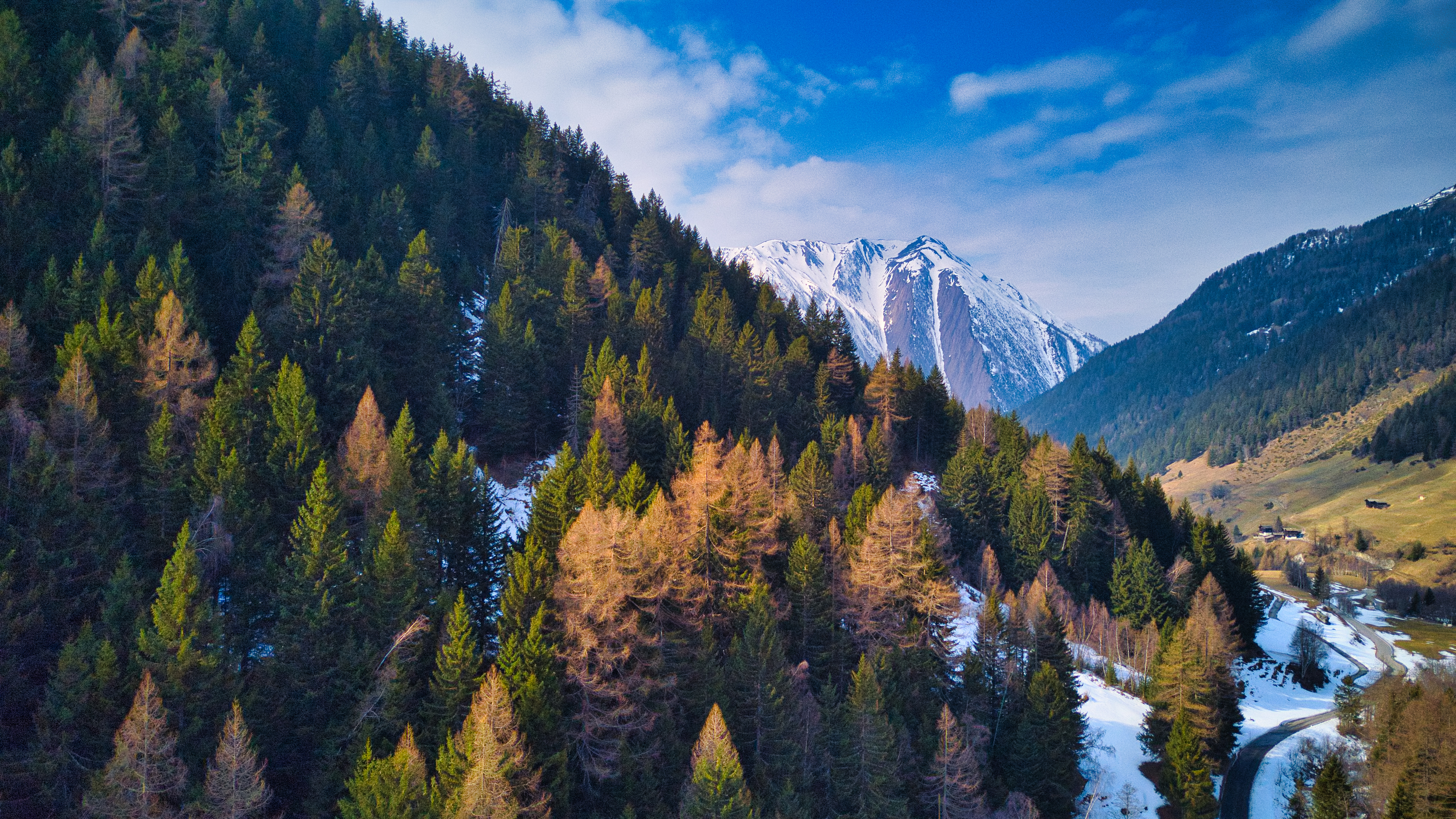
Blick durch das Binntal von Fäld aus.

Das Binntal – auch Binnatal – ist ein Tal im südlichen Teil des Bezirks Goms im Schweizer Kanton Wallis. Das Binntal ist ein Seitental des Rhonetals. Das Tal ist beinahe deckungsgleich mit dem Gebiet der Munizipalgemeinde Binn, die Hauptsiedlung ist Schmidighischere. Die Wirtschaft ist vom Tourismus und der Landwirtschaft geprägt. Ein Grossteil des Tales steht im Bundesinventar der Landschaften und Naturdenkmäler der Schweiz. 2005 lebten etwa 200 Personen, verteilt auf verschiedene Weiler, im Tal.

## Geschichte
Gräberfunde aus dem 5. Jh. v. Chr. lassen auf eine keltische Besiedelung schliessen. Der Albrunpass war bereits zur Zeit der Römer ein wichtiger Übergang nach Italien. Im 13. Jahrhundert zogen die Walser über diesen Pass nach Italien.
Bis zum Bau der Strasse in den Jahren 1936–1938 erschwerte die enge Twingischlucht unterhalb von Binn den Zugang ins Binntal. Die Strasse wurde erst durch den Bau des 1,9 km langen Tunnels durch den Felskopf der „Aebne Matte“ in den Jahren 1963/1964 wintersicher.

## Gewässer
Das Binntal wird von der Binna durchflossen. Im Tal liegen mehrere Bergseen, darunter der Mässersee, der Halsensee und der Züesee. Der grösste See ist der Geisspfadsee am Geisspfadpass.

## Mineralfunde
Das Binntal, vor allem die dort ansässige Grube Lengenbach, ist ein bekannter Fundort für Minerale und ihre Varietäten. Sie gehört zu den zehn berühmtesten Mineralfundstellen und Typlokalitäten der Welt und ist seit dem 18. Jahrhundert bekannt. Bisher konnten dort insgesamt 165 Minerale und 14 Varietäten nachgewiesen werden (Stand: 2019). Für 44 Minerale gilt Lengenbach zudem als Typlokalität wie unter anderem den Baumhauerit, den nach dem bekannten Schweizer Mineralfotografen und Experten der Lengenbachminerale Walter Gabriel (* 1943) benannten Gabrielit, die bisher nur in Lengenbach gefundenen Minerale Hatchit und Quadratit sowie den nach seiner Typlokalität benannten und ebenfalls bisher nur dort gefundenen Lengenbachit.
Im gesamten Binntal konnten bisher über 330 Minerale und Varietäten, davon 288 eigenständige Mineralarten und 61 Typlokalitätminerale, entdeckt werden (Stand 2019).
Es gibt geführte Exkursionen in die Berge, um Mineralien zu finden. Zwei Berufstrahler (Kristallsucher) können noch von ihrer Tätigkeit leben. Der grösste Quarzkristall, der im Binntal gefunden wurde, wurde am Turbhorn gefunden und ist 75 cm gross.

## Tourismus
Im Binntal wird ein sanfter Tourismus gepflegt. Den Touristen stehen einige kleine Hotels, Ferienwohnungen sowie der Campingplatz Giessen zur Verfügung. Sämtliche Wander- und Bergwege im Binntal sind zusammen etwa 150 km lang. Unterhalb des Albrunpasses befindet sich die Binntalhütte des Schweizer Alpen-Clubs SAC.
Im Jahre 2002 starteten die Gemeinden Binn, Ernen und Grengiols das Projekt «Landschaftspark Binntal». Neun Jahre später und erweitert um die Gemeinden Bister, Blitzingen und Niederwald erhielt der Landschaftspark Binntal im September 2011 definitiv das Label «Regionaler Naturpark von nationaler Bedeutung». Der «Landschaftspark Binntal» grenzt im Süden unmittelbar an den italienischen Naturpark Alpe Veglia und Alpe Devero an.
Der zusammenhängende grenzüberschreitende (I/CH) Naturpark (Binntal – Devero – Binntal) bietet heute ein umfangreiches überregionales Netz von Wanderwegen.